# Vasilios Makridis
Vasilios Makridis (in greco Βασίλιος Μακρίδης?; Veria, 27 marzo 1939) è un ex sciatore alpino greco.

## Biografia
Ai Mondiali di Chamonix 1962 si classificò 48º nello slalom gigante, l'unica gara nella quale prese il via, e ai IX Giochi olimpici invernali di Innsbruck 1964, sua unica presenza olimpica nonché congedo iridato, si piazzò 78º nello slalom gigante e non si qualificò per la finale nello slalom speciale.